# Pristiophorus
Pristiophorus is een geslacht van kraakbeenvissen uit de familie van de Pristiophoridae.

## Soorten
Het geslacht bevat de volgende zeven soorten:
- Pristiophorus cirratus (Latham, 1794) – Gewone zaaghaai
- Pristiophorus delicatus Yearsley, Last & White, 2008
- Pristiophorus japonicus Günther, 1870 – Japanse zaaghaai
- Pristiophorus lanae Ebert & Wilms, 2013
- Pristiophorus nancyae Ebert & Cailliet, 2011
- Pristiophorus nudipinnis Günther, 1870 – Kortsnuitzaaghaai
- Pristiophorus schroederi Springer & Bullis, 1960 – Bahamazaaghaai